# Winona (Teksas)
Winona – miasto w Stanach Zjednoczonych, w stanie Teksas, w hrabstwie Smith.